# Sander Puri
Sander Puri (Tartu, Észtország, 1988. május 7. –) észt válogatott labdarúgó. Pályafutása során hazáján kívül, játszott Görögországban, Lengyelországban, és Magyarországon. 2022-től az észt JK Tammeka játékosa.

## Pályafutása

### Klubcsapatokban
2005 és 2009 között hetvennégy első osztályú mérkőzésen lépett pályára a Levadia Tallinn színeiben. Összesen tizennégy gólt szerzett. 2009-ben négyszeres bajnokként, és kétszeres kupagyőztesként távozott.
2011-ben a görög AÉL 1964, a lengyel Korona Kielce csapatának adta kölcsön.
2011. július 7-én egy plusz két évre írt alá a Lombard Pápa csapatához.
2012. április 12-én a finn élvonalban szereplő KuPS Kuopio csapatához igazolt.

### Válogatottban
Az észt labdarúgó-válogatottban 2008. május 30-án debütált, Lettország ellen. Az első gólját 2008. november 22-én szerezte, Litvánia ellen.
Ezidáig negyvenhétszer volt válogatott, és ezeken a találkozókon két gólt ért el.

## Statisztikái
Az alábbi táblázatban csak az élvonalbeli bajnoki mérkőzések szerepelnek.
| Szezon  | Csapat           | Mérk. | Gól |
| ------- | ---------------- | ----- | --- |
| 2005    | Levadia Tallinn  | 14    | 2   |
| 2006    | Levadia Tallinn  | 6     | 1   |
| 2007    | Levadia Tallinn  | 1     | 0   |
| 2007    | Viljandi Tulevik | 14    | 4   |
| 2008    | Levadia Tallinn  | 34    | 11  |
| 2009    | Levadia Tallinn  | 19    | 10  |
| 2009–10 | AÉL 1964         | 11    | 1   |
| 2010–11 | AÉL 1964         | 10    | 0   |
| 2010–11 | Korona Kielce    | 8     | 1   |
| 2011–12 | Lombard Pápa     | 12    | 0   |
| 2012    | Kuopion PS       | 0     | 0   |

### Góljai az észt válogatottban
| #  | Dátum              | Ellenfél             | Eredmény | Kiírás              | Esemény   |
| -- | ------------------ | -------------------- | -------- | ------------------- | --------- |
| 1. | 2008. november 22. | Litvánia             | 1 – 1    | Mayors Cup          | 6' 6'     |
| 2. | 2009. április 1.   | Örményország         | 1 – 0    | Vb-selejtező        | 83'       |
| 3. | 2013. június 11.   | Kirgizisztán         | 1 – 1    | barátságos mérkőzés | 45+2' 77' |
| 4. | 2015. november 17. | Saint Kitts és Nevis | 3 – 0    | barátságos mérkőzés | 57' 81'   |

## Sikerei, díjai
- Levadia Tallinn
  - Bajnok: 2006, 2007, 2008, 2009
  - Kupagyőztes: 2005, 2007